# Koninklijke Haagsche Golf & Country Club
De Koninklijke Haagsche Golf & Country Club (KHG&CC) is een Nederlandse golfclub in de duinen bij Wassenaar in de provincie Zuid-Holland.
De club is opgericht in 1893, en heeft 18 holes. De golfbaan is aangelegd door golfbaanarchitect Harry S. Colt in samenwerking met Gerry del Court van Krimpen.

## Geschiedenis
Golf werd aan het einde van de 19de eeuw slechts door enkelen gespeeld. Voordat de Haagsche werd opgericht had baron van Brienen vijf holes laten aanleggen op zijn 'Schaepenweide' op Clingendael, waar hij vrienden uitnodigde om te komen spelen. De baan werd al snel verplaatst naar landgoed/buitenplaats Duinzigt (nu woonwijk), dat ook van de baron was. Hier werd in 1893 de Hague Golf Club opgericht, het was de eerste golfclub in Nederland. 
In 1943 werden, in verband met de evacuatie van het kustgebied, de Haagsche, de Noordwijkse, de Kennemer en de Domburgsche gesloten. Door de Haagsche werd een tankgracht gegraven en in december werd het clubhuis door de Duitsers opgeblazen. Na de oorlog, op 17 mei 1947, verhuisde de club naar de huidige locatie in Wassenaar. 
In 1993 verleende de koningin het predicaat Koninklijk aan de club.

## Het landschap

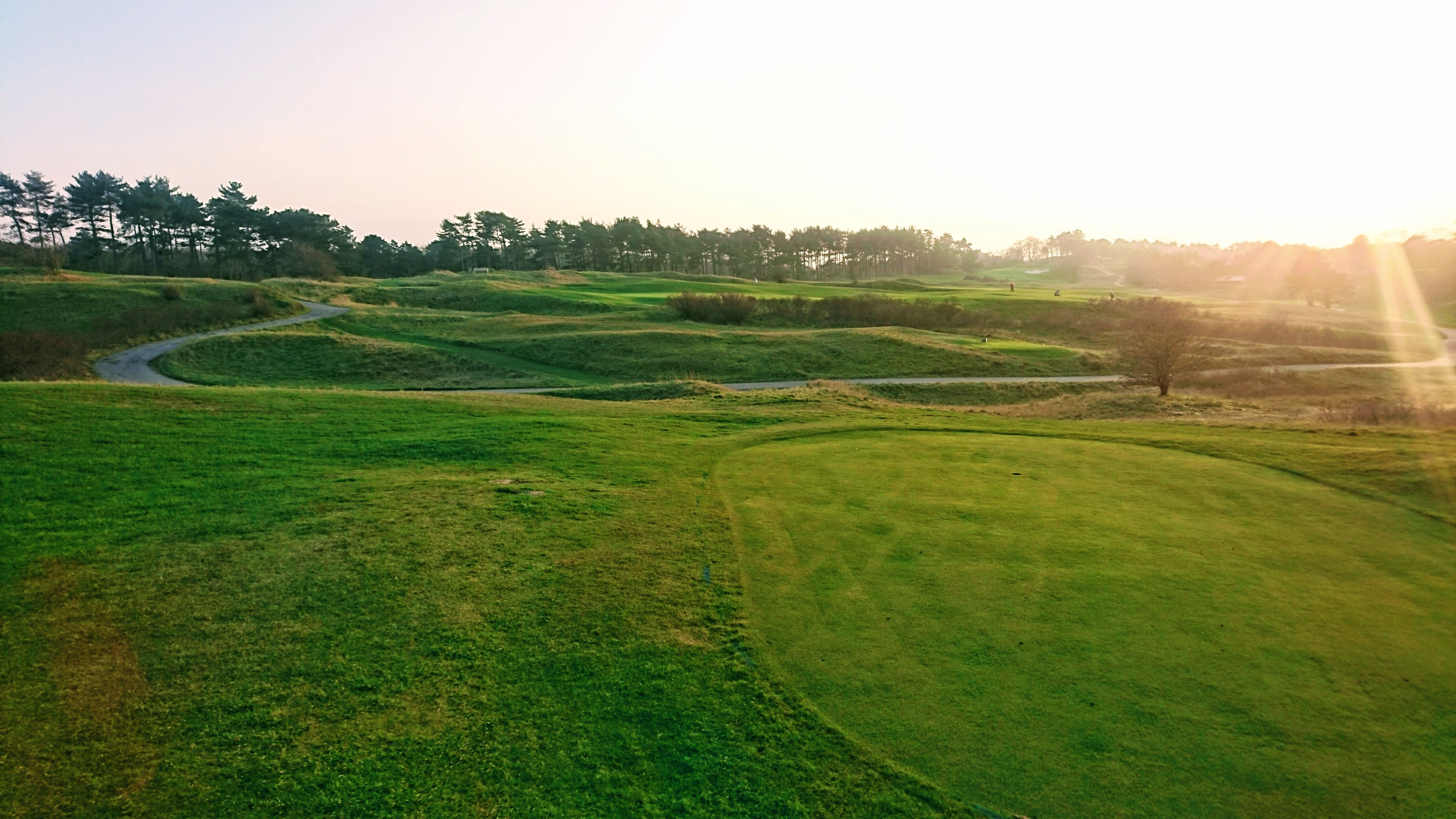
Uitzicht vanaf hole 12

De Haagsche Golf & Country Club ligt op ongeveer 60 ha duingebied bij Wassenaar, op ongeveer 3,5 km van de Noordzee.
In de duinenrij worden twee typen landschappen onderscheiden, beide typen landschap komen op de Haagsche voor:
- Het Dauwbraamlandschap wordt gevormd door jonge kalkrijke duinen met een dichte begroeiing van dauwbraam, lage kruiden, grassen en mossen.
- Bij het Duindoornlandschap zijn de hellingen van de kalkrijke duinen voornamelijk bedekt met duindoorn.

Schapen
Op 28 oktober 2011 werd in het kader van verschraling een kudde van ongeveer 300 schapen naar de Haagsche gebracht. Schaapherder Henry Hoitingh en zijn twee honden lieten in samenwerking met hoofdgreenkeeper Willem Slats de schapen een week lang de hoge en te vette rough begrazen op plaatsen waar de maaimachines niet kunnen komen.
Deze behandeling past goed in de opzet van Committed to Green. Sindsdien komen de schapen jaarlijks een aantal weken op de baan.

## De baan
De huidige baan werd in 1938 door Daniel Wolf aangelegd op het gebied van de Wildhoeve.Hij wilde graag lid worden van de Haagsche golf en country club maar werd niet aangenomen. Hij besloot zijn eigen golfbaan aan te leggen. Hij gaf Harry Colt de opdracht. Hij stierf aan tbc in Londen in 1943. Zijn vrouw en dochter die Auswitsch overleefden verkochten de golf aan de Haagse Golf in 1947.
Vanaf die tijd speelt de Haagse GC op die locatie. De baan is sterk geaccidenteerd en geeft mooie vergezichten over het landschap Tussen de holes is veel natuurgebied. In 2006 en 2007 is de baan onder de loep genomen, zijn kleine veranderingen aangebracht en alle greens gemoderniseerd.
De baan is ontworpen door Harry Colt en Col. Hugh Alison. De baan kent 5 kleuren tees met lengtes tussen 4498 (oranje) en 6251 (wit) meter. Zoals vaker in het werk van Colt, is hole 1 een vriendelijke par 5, wat ook geldt voor hole 10 (start van de 2e negen). De baan sluit ook af met een par 5 die eindigt voor het clubuis.

## Het Open

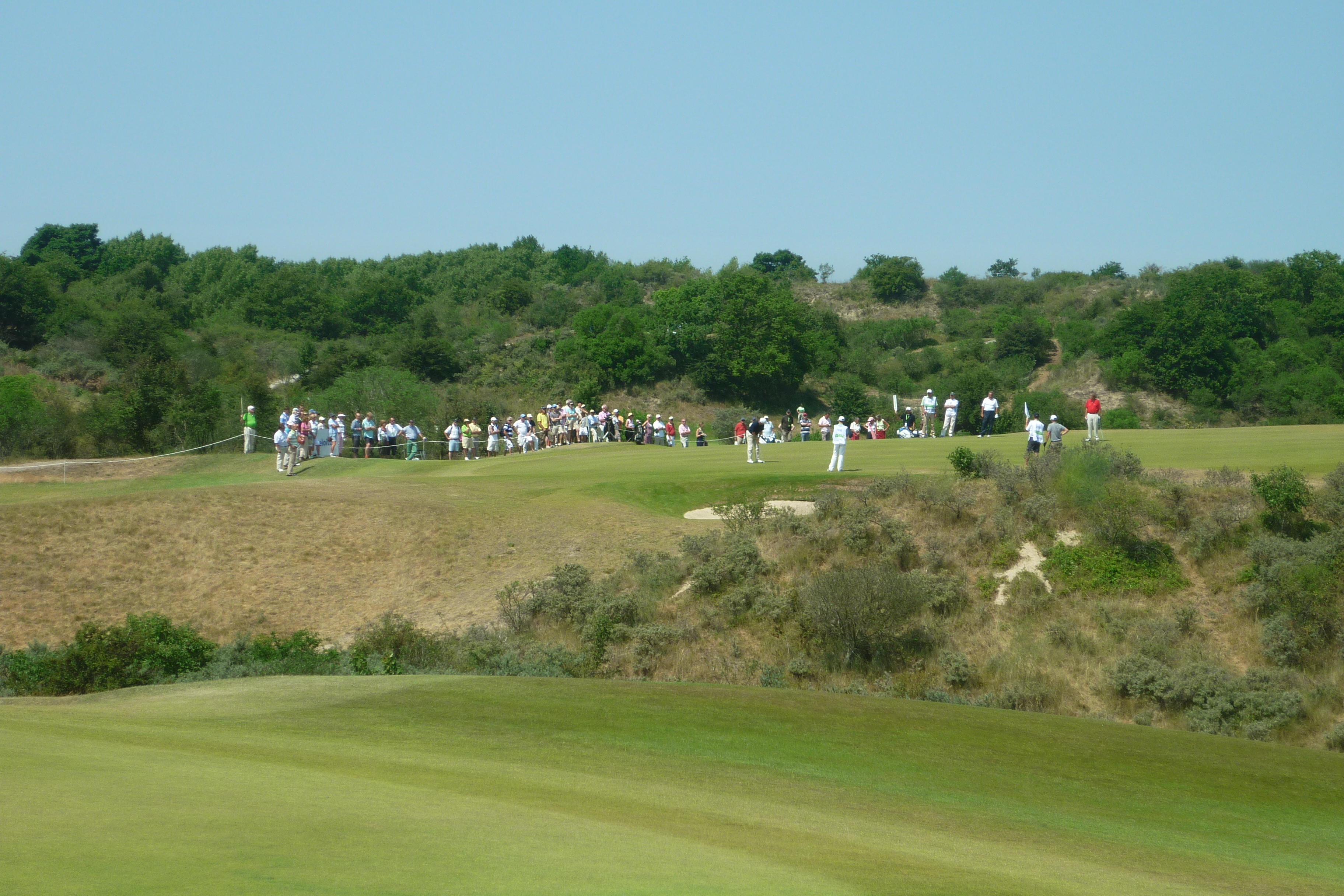
Uitzicht op hole 12

In 1912 werd voor het eerst in Nederland het Dutch Open gespeeld; alleen het Frans Open (1906), het Belgisch Open (1910) en het Duits Open (1911) zijn ouder. Het eerste Dutch Open werd gewonnen door de in België werkzame Britse professional George Pannell op de baan van de Haagsche Golf Club, die toen nog een 9-holesbaan bij renbaan Clingendael had. Pannell had voor de 36 holes 158 slagen nodig.
In 1915 volgde het tweede Open, weer op de Haagsche. Ditmaal was de winnaar een Nederlander, Gerry del Court van Krimpen. In 1916 behoorde hij tot de oprichters van het Nederlandsch Golf Comité, de voorloper van de NGF.
In 1947 won Joop Rühl het Open op de Eindhovensche Golf en was voor lange tijd de laatste Nederlandse winnaar, totdat Maarten Lafeber in 2003 de eerste prijs in ontvangst mocht nemen op de Hilversumsche Golf Club.
De Haagsche is regelmatig gastheer geweest voor dit evenement.
Winnaars van het Open op de baan in Den Haag:
- 1912:  George Pannell
- 1915:  Gerry del Court van Krimpen
- 1917:  Jacob Oosterveer
- 1919:  Dirk Oosterveer (158)
- 1924:  Aubrey Boomer (138)
- 1925:  Aubrey Boomer (144)
- 1926:  Aubrey Boomer (151)
- 1927:  Percy Boomer (147)
- 1928:  Ernest Whitcombe (141)
- 1930:  Jacob Oosterveer (152)
- 1932:  Auguste Boyer (137)
- 1938:  Alf Padgham (281)

Winnaars Heren Open op de baan in Wassenaar:
- 1949:  Jimmy Adams (294)
- 1954:  Ugo Grappasonni (295), won play-off van Gerard de Wit.
- 1959:  Sewsunker Sewgolum (283)
- 1963:  Retief Waltman (279)
- 1967:  Peter Townsend (282), Martin Roesink werd 4de.
- 1972:  Jack Newton (277)
- 1973:  Doug McClelland (279), Jan Dorrestein werd 19de.
- 1981:  Harold Henning (280), Jan Dorrestein werd 38ste.

In 1987 is het Volmac Ladies Open op de Haagsche gespeeld. Het werd gewonnen door de Schotse Dale Reid.

## Het Senior Open
Van 9 - 11 juli 2010 is de eerste editie van het Van Lanschot Senior Open van de Europese Senior Tour op de Haagsche gespeeld. George Ryall werd de verrassende winnaar. De Engelsman eindigde op de Haagsche met een score van 278 (-10), een slag beter dan de runner-up Andrew Oldcorn. Ryall verdiende met zijn zege 37.500 euro.
De tweede editie van het Senior Open werd van 24 tot en met 26 juni 2011 gespeeld. Winnaar was Des Smyth met een score van -6.

## Tennis en jeu de boules
Naast de oprit naar het clubhuis liggen rechts drie tennisbanen, en naast het clubhuis kan jeu de boules worden gespeeld. Dit maakt de Haagsche tot een echte Country Club.

## Brand
In 2002 werd het clubhuis bijna geheel door brand verwoest. De leden hebben toen een noodclubhuis gebruikt totdat in 2004 de herbouw voltooid was, naar ontwerp van architect Jelle de Boer uit Den Haag. Het clubhuis is nu helemaal anders ingedeeld en heeft een nieuwe serre gekregen met een dakterras.

## De Pro's
Alex Loesberg was van 1978 tot zijn pensionering golfleraar op de Haagsche. Zijn opvolger was John Woof die tot september 2010 deze functie had. Hij werd weer opgevolgd door Ben Collier. In 2016 is deze opgevolgd door de golfleraren Mike Yarnold en Richard Kind.

## Bekende leden
- Richard Krajicek
- Joyce de Witt Puyt, meervoudig nationaal kampioene
- Lout Mangelaar Meertens, internationaal referee